# Liste der Naturdenkmale in Elkenroth
Die Liste der Naturdenkmale in Elkenroth nennt die im Gemeindegebiet von Elkenroth ausgewiesenen Naturdenkmale (Stand 15. Februar 2024).

## Naturdenkmale
| Nr.         | Bezeichnung                | Lage                   | Beschreibung  | Bild                                    |
| ----------- | -------------------------- | ---------------------- | ------------- | --------------------------------------- |
| ND-7132-433 | Weißdornhecke in Elkenroth | Clausenburgstraße Lage | Crataegus sp. | Direkt Bild zu diesem Denkmal hochladen |